# Anatoli Hrytsenko
Anatoli Stepanovych Hrytsenko (o Grytsenko) (en ucraniano: Анатолій Степанович Гриценко; 25 de octubre de 1957) es un político ucraniano, exministro de defensa de Ucrania, diputado del parlamento ucraniano, líder del partido político posición civil y miembro del partido nuestra Ucrania.
Afiliación política: Miembro de Nuestra Ucrania y líder de la Organización Pública de Ucrania Posición Civil y Posición Civil.
Hrytsenko era candidato a la presidencia de Ucrania en las elecciones presidenciales de Ucrania de 2010, durante la elección recibió 1,2% de los votos. En la segunda vuelta hizo un llamado a votar en contra de los dos candidatos (Yulia Tymoshenko y Viktor Yanukovich).
Posición Civil ganó un asiento en el consejo de la ciudad de Ternopil durante las elecciones locales de Ucrania de 2010. Durante las elecciones parlamentarias de Ucrania de 2012. Hrytsenko fue elegido al parlamento como tercero en la lista electoral de Batkivschyna. Hrytsenko no firmó en noviembre de 2012 las fuerzas de oposición Batkivschyna, UDAR y del plan de acción conjunto Svoboda "No firmé este documento porque le ofrecí otro plan de acción, pero no contó con el apoyo"; pero sí declaró que iba a cumplirla. El 18 de mayo de 2013 la facción de Batkivschyna exigió que Hrytsenko (que fue miembro de la facción Batkivschyna) renunciaría al parlamento. Hrytsenko acordó hacerlo si el líder de la facción Batkivschyna, Arseniy Yatseniuk, haría lo mismo. Hrytsenko eventualmente dejó la facción el 14 de enero de 2014»Gracias a [mi] incapacidad para influir en las decisiones que se toman por la facción Batkivschyna". Yatseniuk respondió inmediatamente diciendo la facción de esperar que después de salir de la facción Hrytsenko dimitiría del parlamento (también); y también tiene añadido "La gente cegada por sus propias ambiciones hacen mucho daño a la lucha del equipo". El 17 de enero de 2014, Hrytsenko presentó una carta de renuncia al parlamento.

## Educación
- El 23 de junio de 1979 se graduó con honores de Kiev Higher Military Aviation Engineering School[16]
- El 10 de diciembre de 1984 fue asignado Candidato de Ciencia (Ph.D.) grado del Kiev Higher Military Aviation Engineering School[17]
- En 1993 se graduó del Instituto de Defensa del Idioma, del Departamento de Defensa de EE. UU.
- El 6 de junio de 1994 se graduó del Programa de Residentes de U.S. Air War College[18]
- El 30 de octubre de 1995 se graduó de la Academia de las Fuerzas Armadas de Ucrania[19]